# Sclerophylax spinescens
Sclerophylax spinescens är en potatisväxtart som beskrevs av John Miers. Sclerophylax spinescens ingår i släktet Sclerophylax och familjen potatisväxter. Inga underarter finns listade i Catalogue of Life.